# セルゲイ・リャブコフ

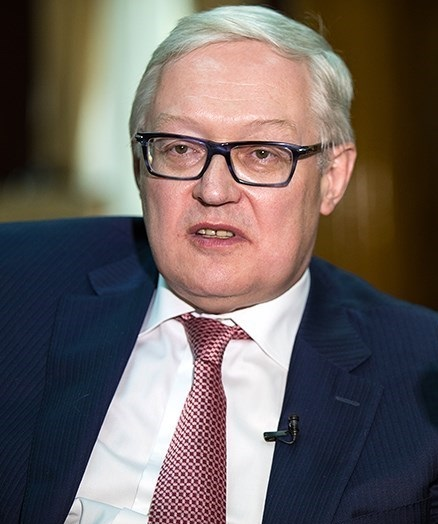
セルゲイ・リャブコフ

セルゲイ・アレクセーヴィチ・リャブコフ、リャプコフ（ロシア語: Серге́й Алексе́евич Рябко́в、ラテン文字転写の例：Sergei Alekseevich Ryabkov、1960年7月8日 - ）は、ロシアの外交官。2008年からロシア連邦外務次官。

## 経歴
1982年モスクワ国際関係大学を卒業する。同年ソ連外務省に入省する。本省勤務の他、各在外公館で勤務する。
1995年から1999年まで、ロシア外務省欧州全般協力局全欧安保協力機構（OSCE）部長。2002年駐米公使。2005年10月からロシア外務省欧州協力局長に就任した。2008年8月15日から外務次官。
外務次官としては、2011年イランの核開発問題に対しては、軍事的要素は見られないとして欧米の介入を牽制した。
北朝鮮の金正日総書記が死去したことに関連して、平穏な権力移譲と諸外国の抑制を主張した。また、シリア問題において、現在はいかなる制裁も必要ではないと指摘した。
アメリカ合衆国のビクトリア・ヌーランド（ジョー・バイデン政権で国務次官）とは外交官として数十年来の付き合いがあり、米露関係が悪化しても常に話のできる相手としてヌーランドだけでなくアメリカ側の外交官からリャブコフの評価は高かったが、2021年10月にヌーランドが訪露しリャブコフと会談した時はただロシア政府の公式見解が書かれた紙を読み上げるだけで話し合いを拒絶するという態度に出たため、ヌーランドはショックを受けたという。翌2022年1月にジュネーヴで開かれた夕食会で、ウクライナへの侵攻を止めようとするウェンディ・ルース・シャーマン米国務副長官らアメリカ当局者がリャブコフと接触したが、リャブコフからいつもの丁寧な口調は消え失せ、テーブルを叩きながら我々にはウクライナが必要だ、荷物をまとめて1997年時点のNATO（北大西洋条約機構）の国境に戻りやがれと怒鳴りつけたという。こうした豹変はリャブコフ個人というより、ロシア外務省を無視して発言がエスカレートするウラジーミル・プーチン大統領の言動に外務官僚が引きづられているためと見られている。

## 人物
- 英語とデンマーク語に堪能。